# Bad Rothenfelde
Bad Rothenfelde es un municipio de Baja Sajonia (Alemania).

## Geografía
Bad Rothenfelde está situado pocos kilómetros al sur del Bosque Teutónico (Teutoburger Wald) en la región del Münsterland (Münsterland). El monte más alto de la comarca es el Kleine Berg (208 m) al oeste de la frontera de la comarca.

## Economía
Según el índice de poder adquisitivo de GfK Alemania, la población de Bad Rothenfelde tiene un poder adquisitivo superior a la media. La razón de esto es que Bad Rothenfelde es una zona residencial preferida y cara para los viajeros del área local y las personas mayores. Bad Rothenfelde incluye áreas residenciales con villas y algunas instalaciones para personas mayores.

## Personalidades
Las siguientes personalidades están vinculados a la ciudad de Bad Rothenfelde:
- 1940, Hans-Jürgen Fip, político
- 1946, 20 de agosto, Hans Meiser, Moderador de televisión
- 1951, 7 de abril, Cora Stephan, Periodista y escritor
- 1963, 12 de julio, Enak Ferlemann, político

- Datos: Q186168
- Multimedia: Bad Rothenfelde / Q186168